# Теле, Йенс
Йенс Те́ле (нем. Jens Thele) — музыкальный продюсер, DJ и менеджер немецкой группы «Scooter» с момента её основания. Помимо деятельности со Scooter принимает участие и в поддержке молодых немецких исполнителей, а также в сторонних проектах Scooter. Создал и возглавляет одни из самых престижных в Европе немецкие лейблы Kontor и Sheffield Tunes, на которых записываются, в частности, ATB, Роберт Майлз и Scooter.

## Биография
Йенс Теле с начала 1990-х годов работал в германской звукозаписывающей компании Edel, где он был региональным менеджером отдела сбыта по Северной Германии. В 1993 году в его отдел устроился работать Эйч Пи Бакстер, бывший солист синти-поп коллектива Celebrate the Nun, существовавшего с 1986 по 1991 год.
Теле также работал диджеем в гамбургском клубе «Тринити» и других заведениях города. Он начал планировать записать собственный диск, после чего Бакстер познакомил Йенса с Риком Джорданом, композитором, работавшем в Celebrate the Nun. Компании Edel сделала предложение этой команде, уже известной в музыкальной среде как The Loop! Музыкантам нужно было воссоздать композицию под названием «Vallée de larmes», поскольку у «Edel» не было прав на использование голландского оригинала. Опыт получился успешным, а звуки ярмарочной музыки, использованные в «Vallée de larmes», повлияли на создание названия для группы Scooter, поскольку бамперные машинки с ярмарок называются по-немецки Autoscooter.
После этого участники коллектива записали свой первый самостоятельный трек, вышедший в качестве сингла — «Hyper Hyper». В первый состав группы Scooter вошли Эйч Пи Бакстер, Рик Джордан, Феррис Бюллер и Йенс Теле. При этом Йенс остался «незримым» четвёртым участником, не появляющимся на сцене (хотя было несколько случаев, когда Йенс подменял заболевших музыкантов во время живых выступлений), но принимающим активное участие в творчестве коллектива.
В 1995 году Теле также продюсировал проект Crystal.
Единственная композиция группы Scooter, в которой звучит голос Теле — Can’t Stop the Hardcore, в составе хора из 12 человек (в основном это не профессиональные певцы, а друзья группы и сотрудники Edel).
Йенс является болельщиком «Гамбурга». В 2001 году женился на бывшей танцовщице гоу-гоу Сабие Энгизек, но через некоторое время брак распался. Впоследствии бывшая жена Йенса вышла замуж за игрока сборной Нидерландов и «Гамбурга» Халида Буларуза, взяв его фамилию. В 2010-е годы Сабия Буларуз стала героиней светских новостей, была замужем за другим голландским футболистом — Рафаэлом Ван дер Вартом.

## Сольная дискография

### Crystal (1995)
Сингл — «Love Is Like Oxygene»
- Love Is Like Oxygene — Radio edit (3:39)
- Love Is Like Oxygene — Long version (4:58)
- Love Is Like Oxygene — Remix (by Jens Thele & Ska-D) (4:30)
- If You Believe In Magic (4:50)

### Jens Thele mixes
- VA — Kontor — Top Of The Clubs vol.37 (2007)
- VA — Kontor — Top Of The Clubs vol.38 (2008)
- VA — Kontor — Top Of The Clubs vol.39 (2008)
- VA — Kontor — Top Of The Clubs vol.41 (2008)
- VA — Kontor — Top Of The Clubs vol.42 (2009)
- VA — Kontor — Top Of The Clubs vol.44 (2009)
- VA — Kontor — Top Of The Clubs vol.50 (2011)
- VA — Kontor Sunset Chill series